# Brages
Brages, Beert en néerlandais (en dialecte, Biet signifie « betterave »), est une section de la commune belge de Pepingen située en Région flamande dans la province du Brabant flamand. C'était une commune à part entière avant la fusion des communes de 1977.
Beert est un village rural du Pajottenland, situé au sud-est de Pepingen. Les pourtours du centre ont encore un caractère très agraire. La ligne du chemin de fer de Bruxelles à Tournai passe au sud du village.

## Démographie

### Évolution démographique
- Sources : INS, Rem. : 1831 jusqu'en 1970 = recensements, 1976 = nombre d'habitants au 31 décembre[3].

## Curiosités
- L'église Notre-Dame de style classique date de la seconde moitié du XVIIIe siècle. Elle est entourée d'un muret contenant l'ancien cimetière. En 1943, l'église a été classée.
- Le château Puttenberg datant de 1872 possède encore les douves du château précédent. Ce dernier était le siège de la seigneurie de Puttenberg. Un grand parc entoure le château. La ferme-château Hof ten Puttenberg (« cour de Puttenberg ») est une ferme carrée datant de la fin XVIIIe siècle - début XIXe siècle.
- Il y a, sur l'ensemble de l'entité, différentes fermes brabançonnes des XVIIIe et XIXe siècles.

## Sources
- (nl) Cet article est partiellement ou en totalité issu de l’article de Wikipédia en néerlandais intitulé « Beert » (voir la liste des auteurs).

1. ↑  https://statbel.fgov.be/fr/open-data/population-par-secteur-statistique-10
2. ↑  Nom usuel francophone selon la division francophone du Groupe d’experts des Nations unies pour les noms géographiques de l'ONU :
3. ↑  https://bib.kuleuven.be/ebib/project-belgische-historische-tellingen